# 民泊適正管理主任者
民泊適正管理主任者（みんぱくてきせいかんりしゅにんしゃ）は、2016年に一般社団法人日本民泊適正推進機構が認定した民間資格。

## 概要
日本民泊適正推進機構が認定する、民泊事業に関する専門資格である。法令に合致した適正な民泊運営を担う人物を育成することが目的。住宅宿泊事業法、旅館業法、建築基準法、消防法、民法、消費者契約法等の民泊事業に関する様々な法令を体系的に学ぶことができるので、この資格を取得することは、適正民泊運営に関する一定水準以上の知識を備えていることの証明となる。

## 資格取得推奨者
- 民泊オーナー（住宅宿泊事業者など）
- 民泊運営にかかわる企業の関係者（住宅宿泊管理業者など）
- 民泊仲介にかかわる企業の関係者（住宅宿泊仲介業者など）
- 民泊に関するトラブルを回避したいと考えている宿泊者の方
- これから民泊事業に取り組もうとされている方

## 学習内容例
- 民泊にかかる法令の概要
- 民泊の根拠となる法令
- 民泊の施設にかかる法令
- 民泊の契約にかかる法令

## 受験内容
- 受験資格

年齢・性別・学歴・国籍等の制限は一切なく、誰でも受験できる。
- 試験内容

全4時間の資格認定講習会受講修了とレポート提出。
- 認定講習会受講費用

31,370円（税込）
- 合格率・合格基準点

合格基準は非公開となっている。

## 登録制度
一度試験に合格し、取得した資格は生涯有効だが、登録者のみ民泊適正管理主任者の称号を用いることができる。
- 登録料

初回登録料10,800円(税込)、2年ごと更新料10,800円(税込)。

## ADR調停人基礎資格として
一般社団法人日本民泊適正推進機構が加盟している、一般社団法人日本不動産仲裁機構が、平成29年3月15日に法務大臣より裁判外紛争解決機関としての認証を受けたことに伴い、民泊関連に関するトラブルの分野において、民泊適正管理主任者資格が調停人候補者の基礎資格として認定された。民泊適正管理主任者有資格者は、一般社団法人日本不動産仲裁機構の主催する調停人研修を受講することで、調停人候補者となることができる。
- 民泊適正管理主任者のADR対応分野

民泊関連